# Soyuz TMA-22
Soyuz TMA-22 là một chuyến bay tàu vũ trụ Soyuz lên Trạm Vũ trụ Quốc tế (ISS), vận chuyển ba thành viên của phi hành đoàn Expedition 29 tới trạm. Đây là chuyến bay thứ 111 của tàu vũ trụ Soyuz. Phi thuyền cập vào ISS ngày 16 tháng 11 năm 2011 và ở lại vị trí cập vào Trạm vũ trụ quốc tế trong suốt thời gian của Expedition 29 để đóng vai trò làm tàu thoát hiểm trong trường hợp khẩn cấp.
Soyuz TMA-22 là chuyến bay cuối cùng của tàu vũ trụ Soyuz TMA, thay thế bằng dòng Soyuz TMA-M được hiện đại hóa. Việc phóng Soyuz TMA-22 ban đầu được lên kế hoạch vào ngày 30 tháng 9 năm 2011, nhưng đã bị trì hoãn cho đến ngày 14 tháng 11 năm 2011 vì vụ phóng thất bại của phi thuyền tiếp tế Progress M-12M vào ngày 24 tháng 8 năm 2011. Soyuz TMA-22 là phi vụ có người đầu tiên cập vào ISS sau khi phi đội Tàu con thoi của Mỹ nghỉ hưu vào tháng 7 năm 2011 sau sứ mệnh STS-135.

## Phi hành đoàn
| Vị trí             | Phi hành gia                                                                                            |
| ------------------ | --- |
| Chỉ huy            | Anton N. Shkaplerov, Roscosmos - Thành viên phi hành đoàn Expedition 29 - Chuyến bay vũ trụ đầu tiên    |
| Kỹ sư chuyến bay 1 | Anatoli A. Ivanishin, Roscosmos - Thành viên phi hành đoàn Expedition 29 - Chuyến bay vũ trụ đầu tiên   |
| Kỹ sư chuyến bay 2 | Daniel C. Burbank, NASA - Thành viên phi hành đoàn Expedition 29 - Chuyến bay vũ trụ thứ 3 và cuối cùng |

### Phi hành đoàn dự phòng
| Vị trí             | Phi hành gia                  |
| ------------------ | ----------------------------- |
| Chỉ huy            | Gennady I. Padalka, Roscosmos |
| Kỹ sư chuyến bay 1 | Sergei N. Revin, Roscosmos    |
| Kỹ sư chuyến bay 2 | Joseph M. Acaba, NASA         |